# Huangguan (sockenhuvudort i Kina, Shandong Sheng, lat 37,44, long 122,15)
Huangguan (kinesiska: 皇冠, 皇冠街道) är en sockenhuvudort i Kina. Den ligger i provinsen Shandong, i den östra delen av landet, omkring 470 kilometer öster om provinshuvudstaden Jinan. Antalet invånare är 65 887. Befolkningen består av 32 192 kvinnor och 33 695 män. Barn under 15 år utgör 14,0 %, vuxna 15-64 år 80 %, och äldre över 65 år 5,0 %.
Runt Huangguan är det tätbefolkat, med 319 invånare per kvadratkilometer. Närmaste större samhälle är Weihai, 7,9 km norr om Huangguan. Trakten runt Huangguan består till största delen av jordbruksmark.
Genomsnittlig årsnederbörd är 717 millimeter. Den regnigaste månaden är juli, med i genomsnitt 210 mm nederbörd, och den torraste är januari, med 14 mm nederbörd.